# Municipalità di Waverley
La municipalità di Waverley è una local government area che si trova nel Nuovo Galles del Sud. Si estende su una superficie di 9 chilometri quadrati e ha una popolazione di 69.420 abitanti. La sede del consiglio si trova a Bondi Junction.